# 吉貝嶼
吉貝嶼，古地名為嘉貝嶼（臺灣話：Ka-puà-sū），是澎湖群島北海地區最大島嶼。吉貝因島嶼形狀宛如一枚螺貝漂浮在海面上，因此先民稱呼這個島嶼為「嘉貝嶼」，後期以諧音改名為「吉貝」。行政區屬澎湖縣白沙鄉。

## 地理
吉貝嶼位於白沙島北方約5.5公里，為澎湖北海中最大的有人島。全島地勢東高西低，由海積地形組成的沙灘及沙嘴，為本島最大的地形特色，沙灘位在本島西南方，由西崁山南延伸；在沙灘的盡頭，因受海流影響而形成伸入海中的沙咀，全長700餘公尺，吉貝嶼擁有廣大的潮間帶，島的四周有許多大小石滬聚集，總計約有八十餘座。 
根據澎湖縣政府民政局於2008年8月的統計資料，吉貝嶼居民人數共計1529人，大多為閩南籍漢人。

## 歷史
清朝初原隸屬鎮海澳，1727年（雍正五年），自鎮海澳分設獨立為吉貝澳，日本領台後，幾經行政組織的改革，均獨立設置吉貝派出所，屬馬公支廳管轄，戰後，單獨設置行政村以迄現今。
島上地勢平坦，耕地廣大，早期居過著民半農半漁的生活，但因人口的增加導致農業和漁業不振，居民為了謀求生活，日治時期紛紛遷至台灣本島謀生，戰後，由於政府的積極獎勵及輔導，改善農作物品種，配給肥料，放領漁船，改善漁撈技術，建築漁港碼頭等，農漁業均有長足的發展，戰後初期因居民生活富裕，一時有「小美國」之稱。

### 大事紀
- 2012年4月，全家便利商店澎湖吉貝店開幕。

## 景點

### 觀景樓
- 觀景樓是以幾片立牆及廊道所構成，牆的上半部是用吉貝當地的硓𥑮石加以切片的手法，下半部用黑色石頭的作法，為「見光半截」之傳統作法。

### 西崁山
- 西崁山是吉貝最高的地方，目前鋪設了木頭棧道，方便遊客上山，觀看吉貝石滬以及眺望北海各個島嶼。

### 龍喉
- 龍喉以前是個龍穴，出水量很大，後來幾經建地改變了風水，現在己乾涸了，它也是吉貝東甲及西甲的分界線。

### 黃金海岸沙灘
- 位於吉貝後山的黃金海岸沙灘，可直接看到過嶼以及目斗嶼，是個蠻清幽的地方。

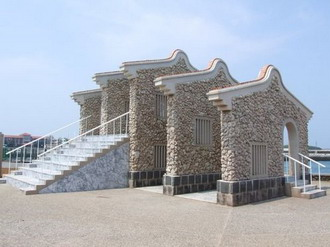
觀景樓
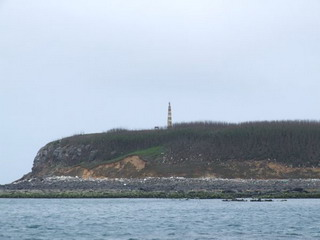
西崁山
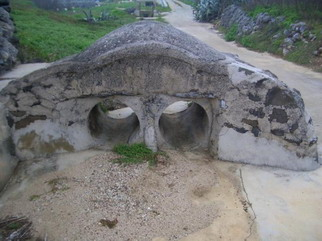
龍喉
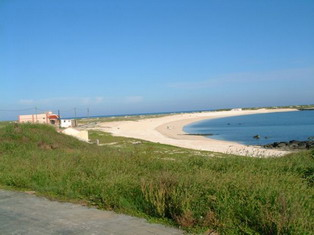
黃金海岸沙灘

## 交通
對外交通靠交通船及遊艇，可從赤崁或後寮搭乘。
- 白沙之星交通船搭船位置：赤崁北海遊客中心

搭船時間： 
- 赤崁到吉貝11:15、17:00吉貝到赤崁07:00、14:00，週五例外。
- 赤崁到吉貝17:30吉貝到赤崁16:00，每週五。

愛民號、愛滿號搭船位置：後寮遊客服務中心 
搭船時間： 
- 後寮到吉貝11：00開船
- 吉貝到後寮06：00開船

## 名人
- 莊朱玉女：慈善家，長年在高雄市公園陸橋下賣新臺幣10元價格的愛心自助餐。

## 外部連結
- 微笑台灣：澎湖吉貝 一方菜宅，風土養人 （页面存档备份，存于）